# Montevago

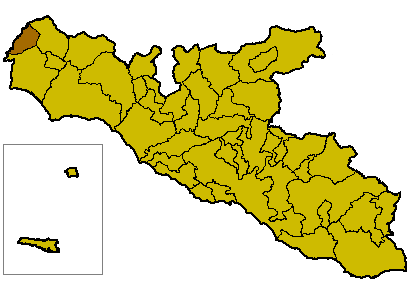
Ubicació de Montevago dins de la província

Montevago (sicilià Muntivagu) és un municipi italià, dins de la província d'Agrigent. L'any 2008 tenia 3.028 habitants. Limita amb els municipis de Castelvetrano (TP), Menfi, Partanna (TP), Salaparuta (TP) i Santa Margherita di Belice.

## Administració
| Període | Identitat        | Partit |
| ------- | ---------------- | ------ |
| 2006-   | Antonino Barrile | DS     |